# Jünger Verlag

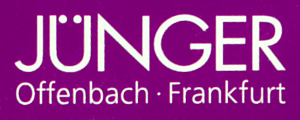
Jünger Logo 1993

Jünger (auch bekannt als Jünger Verlag, Jünger Medien, Jünger Medien Verlag) ist ein Buch- und Filmvertrieb in Offenbach, Deutschland.
Zur Jünger Verlagsgruppe gehör(t)en der Unipart Verlag (ab 1999), BuchVerlag für die Frau (bis 2002), Werner Jünger Dia, Film und Tonverlag, Gabal Verlag (ab 1995), Burckhardhaus Lataere Verlag, Jünger Medien + Druck und Jünger Home Entertainment.

## Geschichte
Im Jahr 1973 wurde der Verlag von Helmut Jünger (* 28. Juli 1930 in Frankfurt) für die Produktion audio-visueller Medien gegründet.
Die Jünger Verlag GmbH fungierte zunächst als Vertriebs- und Produktionsgesellschaft für den 1950 gegründeten „Werner Jünger Dia-, Film- und Tonverlag“ und entwickelte audiovisuelle Bildungsprogramme. 1995 wurde der Gabal Verlag übernommen.
VHS-Kassetten wurden bis 1992 im Jünger Videoprogramm vertrieben, 1992 wurde sie in Jünger Video Edition umbenannt.
2001 geriet der Verlag in wirtschaftliche Probleme und meldete 2002 Insolvenz an. Der Gabal Verlag und der BuchVerlag für die Frau wurden in das private Eigentum der Jünger-Familie integriert und der BuchVerlag für die Frau schließlich verkauft.
Mit der Burckhardthaus-Laetare GmbH fusionierten sie zur Jünger Medien Verlag + Burckhardthaus-Laetare GmbH. Heute firmieren sie unter dem Namen „Jünger Medien“.
Zu den bekanntesten verlegten Werken zählen VHS-Kassetten von u. a. Dingo Pictures und die Augsburger Puppenkiste.
Heute verlegt der Verlag in erster Linie Ratgeber und Software für den Arbeitsalltag und Sprachkurse.